# El desconocido
El desconocido és una pel·lícula de thriller psicològic, acció i policíaca espanyola de l'any 2015, dirigida per Dani de la Torre i protagonitzada per Luis Tosar. Es va rodar a la ciutat de La Corunya i es va estrenar a Espanya el 25 de setembre de 2015. Existeix un remake alemany de 2018 de nom “Número desconegut”.

## Argument
Carlos (Luis Tosar), un executiu de banca, comença el dia portant als seus fills, Sara (Paula del Río) i Marcos (Marco Sanz) al col·legi. Res més arrencar el cotxe rep una trucada en un mòbil que algú va col·locar a l'interior del vehicle i una veu anònima li comunica que té una bomba sota el seient, la qual explotarà si s'aixeca ell o algun dels ocupants del vehicle. El desconegut li adverteix que, si no reuneix una quantiosa suma de diners i la hi lliura en unes poques hores, farà detonar la bomba sense importar-li les conseqüències.

## Repartiment
- Luis Tosar com Carlos.
- Javier Gutiérrez com Lucas, el desconegut.
- Goya Toledo com Marta.
- Elvira Mínguez com Belén.
- Fernando Cayo com Espinosa.
- Paula del Río com Sara.
- Marco Sanz com Marcos.
- Luis Zahera com el conductor.
- Ricardo de Barreiro com Víctor.
- María Mera com Julia.
- Antonio Mourelos com Ángel.
- José Barato com un TEDAX.
- Daniel Currás com un policia.
- Camila Bossa com un metge.
- Carolina Vázquez com Ana.
- Mateo González com un GEO.
- Abel Valis com l'home del casc vermell.
- Rubén de Marina.
- Fran Peleteiro com un policia.
- Braulio Vilches com Ramón.
- Pedro Alonso com Contreras.
- Manuel Menárguez com Alejandro Rojas.
- Xavier Estévez com Alejandro Rojas.
- Paqui Horcajo com Mercedes.
- Iolanda Muiños com Mercedes.
- Ángel Amorós com un policia.
- Carlos B. Rodríguez com un policia.
- Armando García Fernández com un policia.
- César Díaz Capilla com un policia.
- Emi Caínzos Sánchez.
- Gema Carballedo Vázquez.
- Marisol Navajo.
- Emma Cifuentes.

## Palmarès cinematogràfic
XXX Premis Goya
| Categoria                    | Persona                                    | Resultat   |
| ---------------------------- | ------------------------------------------ | ---------- |
| Millot director novell       | Dani de la Torre                           | Nominat    |
| Millor actor protagonista    | Luis Tosar                                 | Nominat    |
| Millor actriu de repartiment | Elvira Mínguez                             | Nominada   |
| Millor guió original         | Alberto Marini                             | Nominat    |
| Millor muntatge              | Jorge Coira                                | Guanyador  |
| Millor direcció de producció | Carla Pérez de Albéniz                     | Nominada   |
| Millor so                    | David Machado Jaime Fernández Nacho Arenas | Guanyadors |
| Millors efectes especials    | Isidro Jiménez Pau Costa                   | Nominats   |

71a edició de les medalles del Cercle d'Escriptors Cinematogràfics
| Categoria                | Nominats          | Resultat  |
| ------------------------ | ----------------- | --------- |
| Millor pel·lícula        | Millor pel·lícula | Nominada  |
| Millor actor             | Luis Tosar        | Nominat   |
| Millor actriu secundària | Elvira Mínguez    | Nominada  |
| Millor guió original     | Alberto Marini    | Nominat   |
| Millor muntatge          | Jorge Coira       | Guanyador |
| Director revelació       | Dani de la Torre  | Guanyador |
| Actriu revelació         | Paula del Río     | Nominada  |

Premis Platino
| Any  | Categoria                    | Nominats                                     | Resultat |
| ---- | ---------------------------- | -------------------------------------------- | -------- |
| 2016 | Millor Òpera Prima de Ficció | Millor Òpera Prima de Ficció                 | Nominada |
| 2016 | Millor Direcció de Muntatge  | Jorge Coira                                  | Nominat  |
| 2016 | Millor Direcció de So        | David Machado, Jaime Fernández, Nacho Arenas | Nominat  |